# Escape Room 2: No Way Out
Escape Room 2: No Way Out (originaltitel: Escape Room: Tournament of Champions) är en amerikansk skräckfilm, samt en uppföljare till 2019 års skräckfilm Escape Room, som hade biopremiär i USA den 16 juli 2021, samt i Sverige den 13 augusti samma år. Filmen är, liksom den tidigare nämnda föregångaren Escape Room, regisserad av Adam Robitel, samt skriven av Will Honley, Maria Melnik, Daniel Tuch, och Oren Uziel. Återkommande skådespelare i filmen är Taylor Russell, Logan Miller och Deborah Ann Woll, tillsammans med Indya Moore, Holland Roden, Thomas Cocquerel, och Carlito Olivero.

## Rollista
| Taylor Russell   | – Zoey Davis      |
| Logan Miller     | – Ben Miller      |
| Deborah Ann Woll | – Amanda Harper   |
| Holland Roden    | – Rachel Ellis    |
| Indya Moore      | – Brianna Collier |
| Thomas Cocquerel | – Nathan          |
| Carlito Olivero  | – Theo            |